# Stinear-Nunatakker
Die Stinear-Nunatakker sind eine Gruppe auffällig dunkelbraun gefärbter Nunatakker im ostantarktischen Mac-Robertson-Land. Sie ragen 25,5 km nördlich der Anare-Nunatakker auf.
Erstmals besucht wurden sie im November 1954 von einer Mannschaft im Rahmen der Australian National Antarctic Research Expeditions unter der Leitung von Robert George Dovers (1921–1981). Namensgeber ist der neuseeländische Geologe Bruce Harry Stinear (1913–2003), der 1954 auf der Mawson-Station tätig war.